# Münchner Merkur

Münchner Merkur är en tysk regional dagstidning för München och södra Bayern, grundad 1946. Tidningen har sexdagarsutgivning och utkommer måndag–lördag. Münchner Merkur är den näst största dagstidningen som ges ut i München, efter Süddeutsche Zeitung, men har till skillnad från den nationellt distribuerade SZ huvudsaklig inriktning mot lokal- och regionalnyheter i Münchenområdet. Den politiska linjen på ledarsidan är konservativ. Tidningen samarbetar med Oberbayerisches Volksblatt, som tar sitt överregionala redaktionella innehåll i den så kallade manteln från Münchner Merkur, och tidningarna med alla lokala upplagor hade en sammanlagd såld upplaga på 184 167 exemplar under 2:a kvartalet 2016.